# 三合成水库
三合成水库是中国辽宁省沈阳市法库县境内的一座水库，位于秀水河支流三合成河上，建于1960年。水库正常库容为400万立方米，集雨面积为60平方千米，海拔为80.76米。